# Tillandsia exserta
Tillandsia exserta är en gräsväxtart som beskrevs av Merritt Lyndon Fernald. Tillandsia exserta ingår i släktet Tillandsia och familjen Bromeliaceae. Inga underarter finns listade i Catalogue of Life.